# Cliometria
La cliometria (dall'inglese cliometrics), nota anche come nuova storia economica o storia econometrica, è l'applicazione sistematica della teoria economica, delle tecniche econometriche e di altri metodi formali o matematici allo studio della storia (in particolare quella sociale ed economica). Si tratta di un approccio quantitativo alla storia economica, che si distingue dai metodi qualitativi o etnografici.
Il termine "cliometria" deriva da Clio, musa della storia, e fu coniato dall'economista matematico Stanley Reiter nel 1960. Le teorie e i metodi propri della cliometria hanno conosciuto una ripresa e un arricchimento a partire dalla fine degli anni '90.

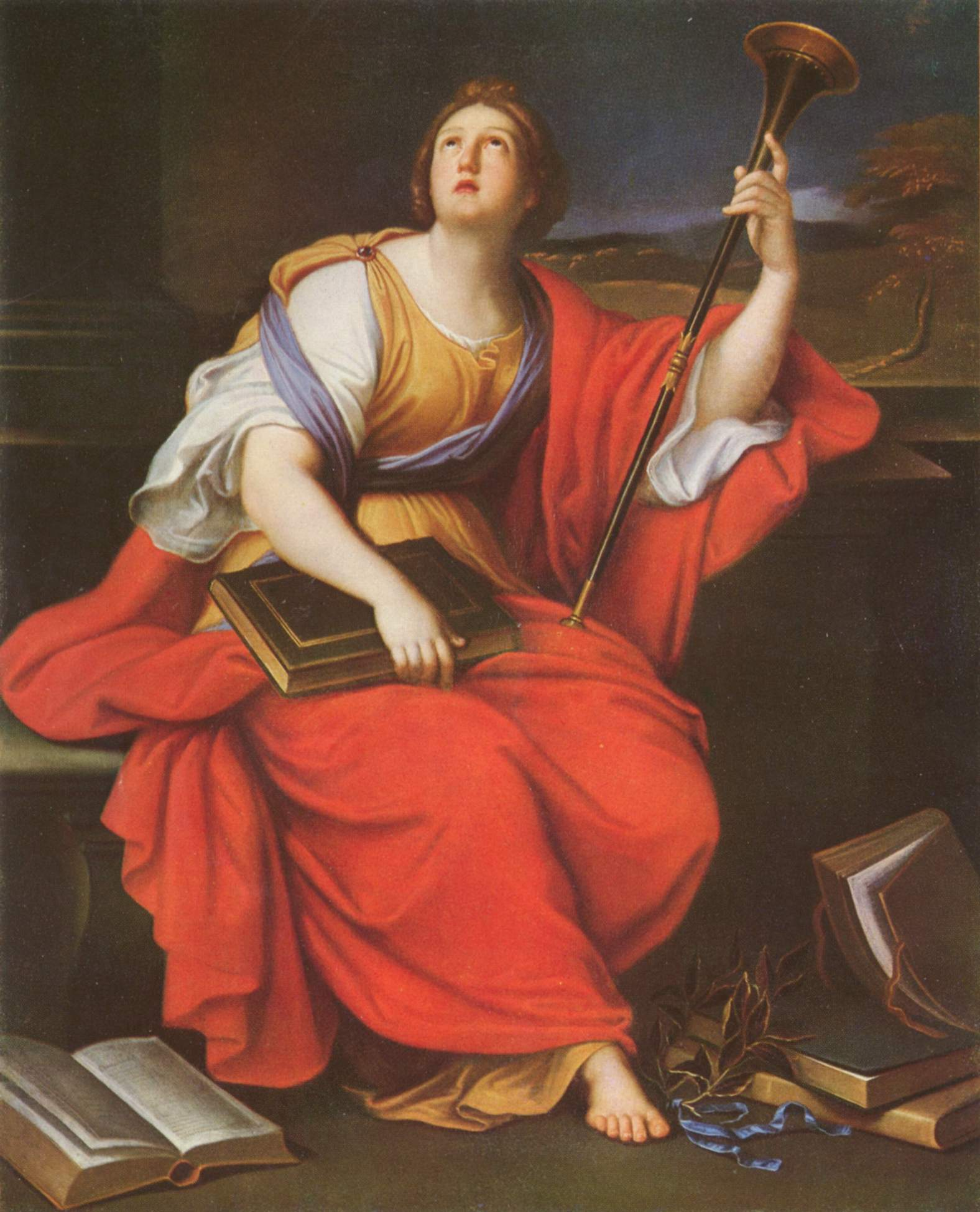
Dipinto del XVII secolo raffigurante la musa Clio

## Storia della disciplina
La nuova storia economica nacque nel 1958 con la pubblicazione di The Economics of Slavery in the Antebellum South a cura degli economisti americani Alfred H. Conrad e John R. Meyer. Il saggio suscitò accese polemiche per la sua tesi, basata su dati statistici, secondo cui la schiavitù, essendo economicamente efficiente e molto redditizia per i proprietari di schiavi, non si sarebbe estinta per ragioni puramente economiche senza l'intervento della Guerra Civile Americana.
Questo approccio quantitativo fu inizialmente accolto con scetticismo da molti storici, poco familiari con la modellistica economica o le tecniche statistiche. Le aree di ricerca privilegiate inizialmente comprendevano la storia dei trasporti, la schiavitù e l'agricoltura. La cliometria acquisì maggiore notorietà quando Douglass North e William Parker assunsero la direzione editoriale del Journal of Economic History nel 1960. Nello stesso periodo presero avvio i primi convegni dedicati, i Cliometrics Meetings, organizzati presso la Purdue University.
Oggi l'approccio cliometrico caratterizza diverse riviste accademiche di settore, tra cui il Journal of Economic History, Explorations in Economic History, la European Review of Economic History e Cliometrica.
Secondo l'economista cliometrica Claudia Goldin, il successo della "rivoluzione cliometrica" ha avuto come conseguenza non intenzionale la progressiva emarginazione degli storici economici dai dipartimenti di storia. Man mano che gli storici economici adottavano gli strumenti propri degli economisti, iniziarono anche ad assomigliare a questi ultimi nel metodo e nell'approccio. Secondo Goldin, "i nuovi storici dell'economia hanno estinto l'altra parte" (cioè gli storici economici con formazione e metodi più tradizionali). Quest'ultima componente della disciplina scomparve quasi del tutto, lasciando solo pochi studiosi nei dipartimenti di storia e nelle business school. Ciononostante, fu proprio in quel periodo che iniziarono la loro carriera accademica alcuni importanti "nuovi storici dell'economia". Tra questi figurano Larry Neal (dell'Illinois, allievo di Albert Fishlow, pioniere della rivoluzione cliometrica), Paul Uselding della Johns Hopkins University, Jeremy Atack dell'Indiana e Thomas Ulen di Stanford. Un gruppo dedicato all'incremento degli studi cliometrici è stato fondato nel 1983 con il nome di The Cliometric Society. La cliometria è stata introdotta in Germania da un nativo americano di nome Richard H. Tilly nel 1970.
A partire dalla fine degli anni Novanta, si è assistito a una rinascita della "nuova storia economica". Questa tendenza trova riscontro nell'aumento, negli ultimi decenni, del numero di articoli di storia economica pubblicati su importanti riviste economiche. Ad esempio, nel periodo 2004-2014, tali articoli hanno rappresentato il 6,6% del totale sull'American Economic Review e il 10,8% sul Quarterly Journal of Economics.

## Premio Nobel in Economia
Nell'ottobre 1993, la Banca nazionale svedese conferì il Premio Nobel per le scienze economiche a Robert William Fogel e Douglass Cecil North "per aver rinnovato la ricerca nella storia economica". La Reale Accademia Svedese delle Scienze osservò che i due studiosi furono pionieri nel ramo della storia economica noto come "nuova storia economica" o "cliometria". Fogel e North ricevettero il premio per aver applicato gli strumenti teorici e statistici dell'economia moderna all'analisi storica, affrontando temi quali la schiavitù, le ferrovie, la navigazione marittima e i diritti di proprietà.
Fogel è spesso descritto come il padre della moderna storia econometrica. È particolarmente noto per aver utilizzato rigorosi metodi empirici al fine di mettere in discussione interpretazioni storiche convenzionali. North, professore alla Washington University di St. Louis, fu premiato come pioniere della "nuova" storia istituzionale. Nell'annuncio del Nobel, si fece specifico riferimento a un suo articolo del 1968 sulla navigazione oceanica, in cui North dimostrò che i cambiamenti organizzativi ebbero un ruolo più rilevante del progresso tecnologico nell'aumento della produttività.

## Critiche
La cliometria ha ricevuto critiche acute. Boldizzoni ha riassunto una critica diffusa sostenendo che la cliometria si fonda sul presupposto errato che le leggi dell'economia neoclassica siano universalmente applicabili all'attività umana. Secondo questa critica, tali leggi si basano su concetti come la scelta razionale e la massimizzazione dell'utilità, presuppongono l'esistenza di mercati sviluppati e, pertanto, non sarebbero valide per contesti economici diversi da quelli dell'Occidente capitalista moderno. Boldizzoni, al contrario, sostiene che il funzionamento delle economie è determinato da condizioni sociali, politiche e culturali specifiche per ciascuna società e periodo storico.
Di contro, Diebolt ha sostenuto che la cliometria ha raggiunto una fase di maturità ed è ampiamente accettata dagli studiosi come uno 'strumento indispensabile' per la storia economica. Secondo questa prospettiva, la teoria economica, unita a nuovi dati e a metodi storici e statistici aggiornati, è essenziale per formulare i problemi con precisione, trarre conclusioni rigorose dai postulati e comprendere processi complessi. A livello pratico, la cliometria è riconosciuta come un metodo efficace per la misurazione di variabili e la stima di parametri.
Un'altra critica alla cliometria, formulata da Joseph T. Salerno secondo la prospettiva della Scuola Austriaca di economia (in particolare quella di Ludwig von Mises), è esposta nell'introduzione da lui curata per l'opera A History of Money and Banking in the United States: The Colonial Era to World War II.

## Distinzione tra cliometria e cliodinamica
La cliometria e la cliodinamica condividono l'obiettivo di utilizzare metodi quantitativi e dati storici per sottoporre a verifica principi o teorie generali sui processi storici. Entrambe le discipline si basano sull'analisi di ampie raccolte di dati storici. Tuttavia, presentano anche differenze significative. La cliodinamica, a differenza della cliometria, è più strettamente legata alle scienze naturali, attingendo frequentemente a metodi propri di queste ultime, come i modelli basati su equazioni differenziali, le analisi di leggi di potenza (''power law'') e i modelli basati su agenti (''agent-based models''). La teoria dei giochi evolutiva e l'analisi delle reti sociali (''social network analysis'') sono anch'esse metodologie comuni nella cliodinamica, ma non tipicamente utilizzate nella cliometria. Inoltre, i cliodinamici, diversamente dai cliometrici, tendono a incorporare nei loro modelli anche fattori ecologici e biologici.